# 伯纳德·皮克尔
伯纳德·皮克尔（英語：Bernard Pickel，1927年7月2日—1986年8月8日），加拿大男子篮球运动员。他曾随加拿大国家队参加1952年和1956年两届夏季奥运会，分别获得第十三名和第九名。